# 鈴木巌

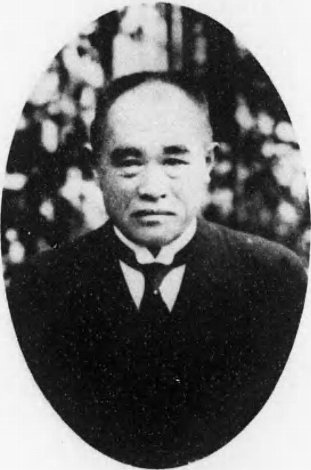
鈴木巌

鈴木 巌（すずき いわお、慶応2年3月13日（1866年4月27日） - 昭和21年（1946年）7月9日）は、日本の衆議院議員（立憲政友会）、ジャーナリスト。小説家鈴木彦次郎の父。

## 経歴
盛岡市出身。『東京朝日新聞』記者を経て、郷里で日刊新聞『三陸』を主宰した。さらに浅岸村会議員、岩手県会議員を歴任した。
1912年（明治45年）、第11回衆議院議員総選挙に出馬し当選。第14回、第16回で再選を果たした。
その他、東北鉄道鉱業株式会社取締役、盛岡電灯株式会社相談役、新岩手日報取締役会長を務めた。